# Atelopus pedimarmoratus
Atelopus pedimarmoratus is een kikker uit de familie padden (Bufonidae) en het geslacht klompvoetkikkers (Atelopus). De soort werd voor het eerst wetenschappelijk beschreven door Juan Arturo Rivero in 1963.
Atelopus pedimarmoratus leeft in delen van Zuid-Amerika en komt endemisch voor in Colombia. De kikker is bekend van een hoogte van 2600 tot 3100 meter boven zeeniveau. De soort komt in een relatief klein gebied voor en is hierdoor kwetsbaar. Door de internationale natuurbeschermingsorganisatie IUCN wordt de soort beschouwd als 'Kritiek'.
Atelopus pedimarmoratus is slechts bekend van een enkele locatie. Sinds zijn ontdekking in 1963 is de soort nooit meer gezien.